# جلال مهربان
جلال مهربان (زاده ۱۳۲۰ - تهران) کارگردان و فیلم‌نامه‌نویس اهل ایران است.

## کارگردان
- دام (۱۳۷۴)
- راهی به سوی خدا (۱۳۵۸)
- هزار بار مردن (۱۳۵۶)
- مسافر (۱۳۵۳)

## نویسنده
- دام (۱۳۷۴)
- راهی به سوی خدا (۱۳۵۸)
- هزار بار مردن (۱۳۵۶)
- مسافر (۱۳۵۳)
- عاصی (۱۳۵۱)

## تهیه‌کننده
- دام (۱۳۷۴)